# Dames de la cour jouant aux échecs
Dames de la cour jouant aux échecs est une gouache, attribuée à l'artiste indien Nevasi Lal, actif durant la période 1760-1800, peintre de la cour de Nawab d'Awadh, sous le règne de Shuja-ud-Daula (en) (qui règne de 1754 à 1775), puis de Asaf-ud-Daula (en) (qui règne de 1775 à 1797).

## Histoire du tableau et destin

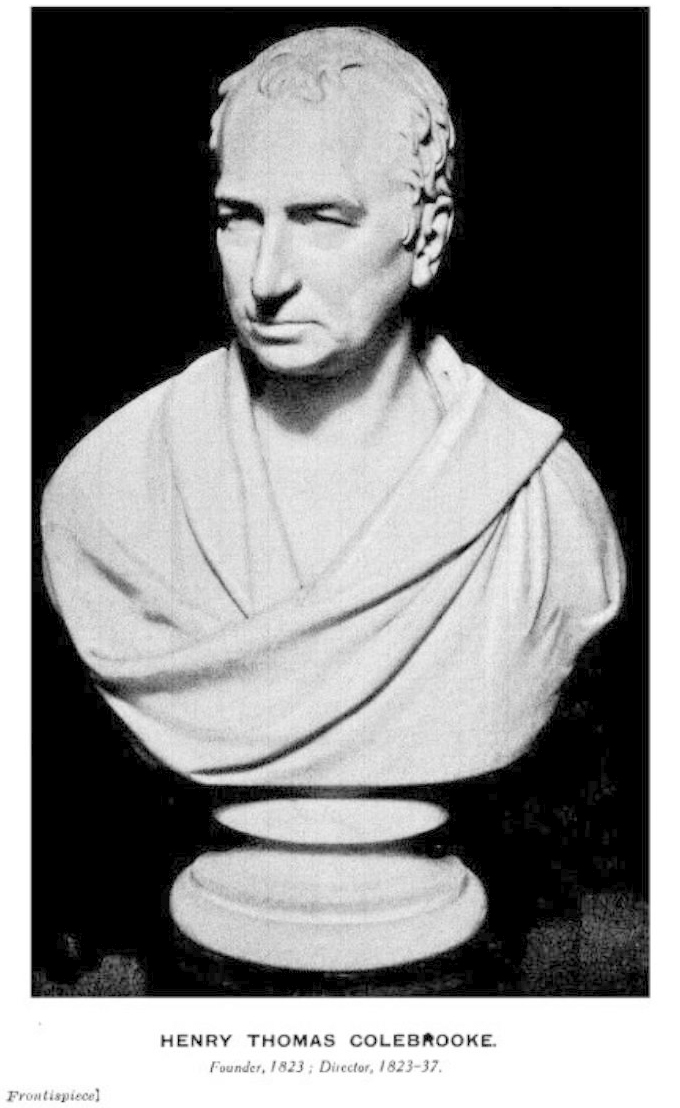
Henry Thomas Colebrooke

La dimension de cette gouache est de 47 × 62 cm. La technique est celle de la gouache et de l'or sur papier. Elle se trouve au Musée national des Arts asiatiques - Guimet, à Paris, France (inventaire № MA 12112), dans le cadre de la Réunion des musées nationaux. C'est un des rares tableaux qui a survécu au siège de Lucknow lors de la révolte des cipayes en 1857-1858. Nevasi Lal, l'artiste auquel est attribuée la gouache, a travaillé dans la ville de Lucknow, en Inde, dans la seconde moitié du XVIIIe siècle. Cette gouache a été créée entre 1780 et 1800. 

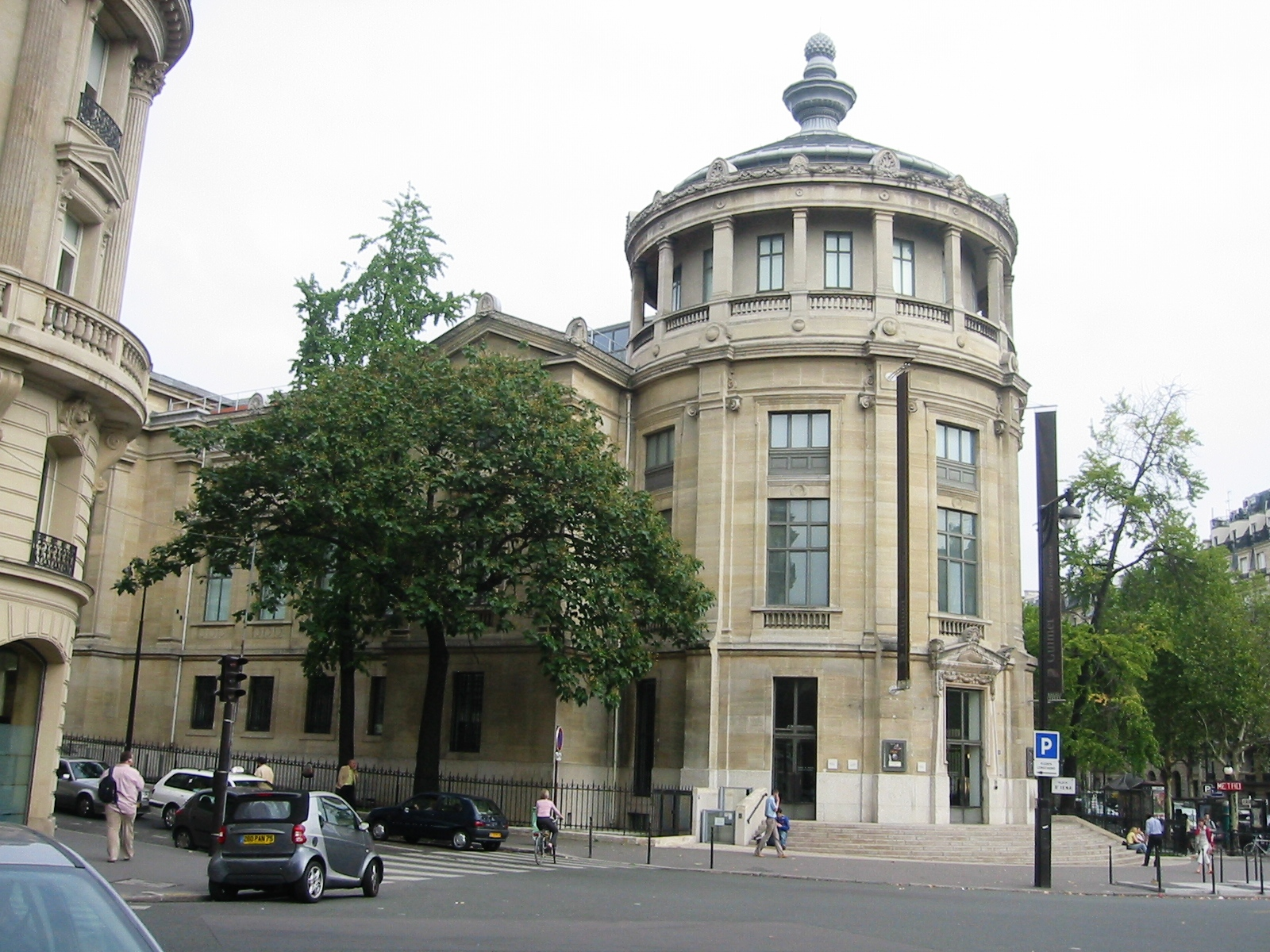
Le Musée Guimet à Paris, où se trouve la gouache

Les critiques d'art suggèrent que la composition de cette gouache pourrait avoir été inspirée des peintures de l'artiste britannique Tilly Kettle (en) (1735-1786). Il a travaillé en Inde de 1768 à 1776, et beaucoup de ses toiles se sont retrouvées à Lucknow à la fin du siècle. Elles y étaient encore jusqu'à la révolte des cipayes en 1857-1858, et furent mises à la disposition des artistes locaux pour en faire des études et des copies.
Henry Thomas Colebrooke, connaisseur éminent du sanskrit, qui a vécu en Inde de 1782 à 1814, est supposé avoir ramené cette gouache en Angleterre. Colebrooke a débuté comme scribe en 1782, et a terminé sa carrière en Inde comme président de cour d'appel et membre du Conseil suprême à Fort William. Parallèlement à ses fonctions, il a entrepris des activités de recherche et de traduction. Il a ainsi travaillé au Code des lois hindoues, une étude monumentale du droit hindou, qui était resté inachevée après les travaux de William Johnson, et a également traduit deux traités de droit : Mitākṣarā (en) et Dāyabhāga (en). En 1805, il est nommé professeur de sanscrit et de droit hindou au collège de Fort-William. Pendant son séjour à Calcutta il rédige une grammaire du sanscrit (1805), plusieurs ouvrages sur les cérémonies religieuses hindoues, et un Essai sur les Vedas (1805), longtemps considéré en Europe comme l'ouvrage de référence sur ce sujet.
La gouache a été exposée à plusieurs reprises dans des expositions consacrées à l'art indien du XVIIIe siècle.

## Sujet et caractéristiques de la gouache
Lucknow était une ville prospère, centre de la culture musulmane en Inde. Depuis 1775, c'était la capitale de la dynastie des Nawab d'Awadh de la principauté d'Awadh, qui est restée au pouvoir jusqu'à 1856. En 1773, le prince d'Awadh a été contraint de laisser un résident britannique s'installer au pouvoir et la Compagnie britannique des Indes orientales a commencé à contrôler toute la politique étrangère de la principauté. En vertu du traité de 1801, le prince d'Awadh a du dissoudre son armée et payer des sommes importantes, pour qu'un contingent militaire britannique stationne dans la principauté. 
L'aristocratie indienne menait un riche style de vie dans la ville de Lucknow. L'influence de la culture européenne était croissante, en particulier au sein de cette aristocratie. La raison en était la dépendance croissante de la principauté à l'égard de la Compagnie des Indes orientales. Sur la gouache sont représentés deux aristocrates indiennes jouant aux échecs (en fait au chatrang). Les membres de la famille et les serviteurs se rassemblent pour regarder la partie et se reposer par temps de forte chaleur. Le lieu de la réunion est le harem. Le peintre souligne la spontanéité, le naturel des personnages : les enfants jouent ensemble, les servantes chuchotent, sans s'intéresser à la partie, et à l'arrière plan une maman allaite son nourrisson au sein. Une jeune fille cachée derrière une colonne observe à la dérobée ce qui se passe dans la salle. Une servante apporte le narguilé…
L'œuvre combine des éléments issus de la peinture européenne (représentation assez habile de la perspective, effets de clair-obscur) et la tradition de la miniature locale en Inde.

## Positions représentées sur la gouache

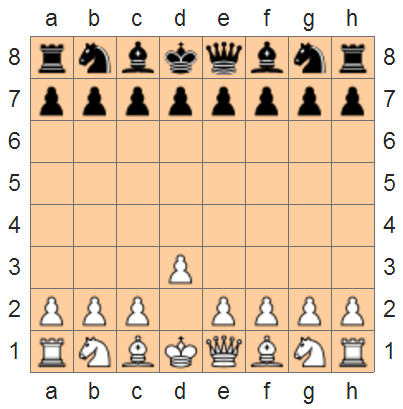
Reconstitution de la position des pièces de l'échiquier sur le tableau au chatrang

L'échiquier est unicolore (particularité du chatrang, et pas typique aux échecs), et divisé en champs par des lignes blanches tracées sur un fond noir.
La partie vient de commencer et une seule pièce a été déplacée. On peut supposer que ce sont les règles du chatrang indien qui s'appliquent du fait que le pion n'est déplacé que d'une case alors qu'aux échecs européens il peut être déplacé de deux cases à partir de la position initiale. Sur la gouache les rois ne sont pas placés en E1 et E8 mais à la place inhabituelle des reines d1 et d8 comme cela est permis au chatrang.
Les pièces sont de type européen standard et non du type utilisé traditionnellement pour le chatrang.